# 荒井地区 (高砂市)
荒井地区（あらいちく）は、兵庫県高砂市の荒井町を中心にする地区である。

## 概要
おおむね「荒井町」がつく地名（旧加古郡荒井村）の範囲を指すが、高砂市立荒井中学校の校区に当たる印南郡伊保村から編入された地区（中島・今市・緑丘）を含めることがある。
北は明姫幹線を挟んで宝殿地区、西は法華山谷川を挟んで伊保・竜山地区、東は高砂町および加古川を挟んで加古川市、南は播磨灘に面している。
臨海部には三菱重工業の高砂製作所・神戸製鋼所の高砂製作所・サントリーの高砂工場・キッコーマンの高砂工場が立地している。また明姫幹線の中島交差点の角にはアスパ高砂がある。
山陽電気鉄道本線の荒井駅がある。